# Tipo de cambio fijo

El euro y el dólar son las monedas de referencia más usadas para tipos de cambio fijos
Eurozona
Áreas de fuera de la UE que utilizan el euro
Monedas ligadas al euro
Monedas ligadas al euro con banda ancha
----
Estados Unidos, zona de control del dólar estadounidense (USD)
Áreas fuera de los EE. UU. que utilizan el USD
Monedas ligadas al USD
Monedas ligadas al USD con banda ancha

Un tipo de cambio fijo es el régimen cambiario de una unidad monetaria cuyo valor se ajusta según el valor de otra divisa de referencia, de una canasta de monedas o de una medida de valor, como el oro.
Un tipo de cambio fijo estabiliza el valor de una moneda con respecto a la que está fijada. Esto facilita el comercio y las inversiones entre los países con las monedas vinculadas y es muy útil para las pequeñas economías, donde el comercio exterior constituye una gran parte de su PIB.
También sirve para controlar la inflación. Sin embargo, puesto que el valor de referencia sube y baja, también fluctúa la moneda fijada. Además, un tipo de cambio fijo impide que un gobierno pueda usar la política monetaria para lograr la estabilidad macroeconómica.
En ciertas situaciones, los tipos de cambio fijo pueden ser preferibles por su mayor estabilidad: por ejemplo, la crisis financiera asiática fue menos grave gracias al tipo de cambio fijo del yuan chino. Desde la devastación económica de la Segunda Guerra Mundial el sistema de Bretton Woods permitió a Europa occidental recuperarse de forma estable con tipos de cambio fijados al dólar estadounidense hasta 1970.

## Mecanismo de actuación
En este sistema, el tipo no se fija libremente por el mercado, sino que este es forzado por las autoridades económicas o monetarias del país, para evitar que se produzcan oscilaciones en la cotización de su moneda.
En determinados países existe el denominado “currency board”, que tiene su fundamento en un compromiso establecido legalmente que determina un tipo de cambio fijo con otra moneda, y además obliga a la autoridad monetaria a limitar la emisión de moneda nacional a la disposición suficiente de reservas. Un ejemplo de este sistema es Bulgaria, por su fijación con el euro.
Otra modalidad son los tipos fijos pero ajustables, son tipos de carácter fijo pero dentro de un rango de valores en relación con otra moneda o con respecto a una canasta de monedas, también incluye un cierto compromiso por parte de las autoridades monetaria para mantener ese valor en los mercados, pero admitiendo la posibilidad de modificarlo en determinadas circunstancias. Un ejemplo de este caso es China.

## Ventajas y desventajas del régimen de tipo de cambio fijo
1. Evita las variaciones a corto plazo de los tipos de cambio. Las desviaciones de los tipos de cambio en los mercados respecto al tipo de equilibrio pueden precisar un tiempo muy prolongado para desvanecerse provocando efectos perniciosos en las exportaciones e importaciones y de la producción interior, alterando los equilibrios productivos.
2. Promueve la inversión extranjera en el país.
3. La estabilidad del tipo de cambio proporciona certidumbre al comercio internacional, favoreciéndolo y rebajando los costes asociados al mismo.
4. Las crisis cambiarias pueden provocar en los países emergentes fuertes reveses en los flujos de capitales e importantes caídas del nivel de producción.[2]

## Costes del régimen de tipo de cambio fijo
1. Pérdida de la autonomía de la política monetaria caso de que la situación económica del país difiera mucho de la zona o país con el que está vinculada la moneda.
2. Imposibilidad de utilizar el tipo de cambio como estabilizador automático de la economía.
3. Mayor riesgo de ataques especulativos contra el tipo de cambio existente. El movimiento de los mercados financieros puede dificultar la política económica interna de un país.[2]